# Georgina Wheatcroft
Georgina Wheatcroft (nacida Georgina Hawkes, Nanaimo, 30 de noviembre de 1965) es una deportista canadiense que compitió en curling.
Participó en los Juegos Olímpicos de Salt Lake City 2002, obteniendo una medalla de bronce en la prueba femenina. Ganó dos medallas de oro en el Campeonato Mundial de Curling, en los años 1987 y 2000.

## Palmarés internacional
| Juegos Olímpicos   | Juegos Olímpicos                | Juegos Olímpicos  | Juegos Olímpicos |
| Año                | Lugar                           | Medalla           | Prueba           |
| ------------------ | ------------------------------- | ----------------- | ---------------- |
| 2002               | Salt Lake City (Estados Unidos) | Medalla de bronce | Equipo           |
| Campeonato Mundial |                                 |                   |                  |
| Año                | Lugar                           | Medalla           | Prueba           |
| 1987               | Chicago (Estados Unidos)        | Medalla de oro    | Equipo           |
| 2000               | Glasgow (Reino Unido)           | Medalla de oro    | Equipo           |